# Elgea
Elgea est une commune ou contrée de la municipalité de Barrundia dans la province d'Alava dans la Communauté autonome basque (Espagne).